# 靈山寺 (宜蘭縣)
靈山寺，位於宜蘭縣頭城鎮，由妙圓法師（蕭名和）於日治時期大正初年（1912年）創建，是宜蘭地區的百年古剎之一。1967年重建。現隸屬佛光山東北地區的別院之一。一旁設有靈骨塔。

## 歷代住持法師
- 妙圓法師（開山住持）(1912～1966年)
- 達德法師(1966年)
- 慈堉法師
- 依清法師
- 慧龍法師
- 滿方法師
- 永樂法師
- 滿禎法師
- 永光法師
- 現任當家法師：覺年法師

## 外部連結
- 佛光山靈山寺官方網站